# Johann Wrobel

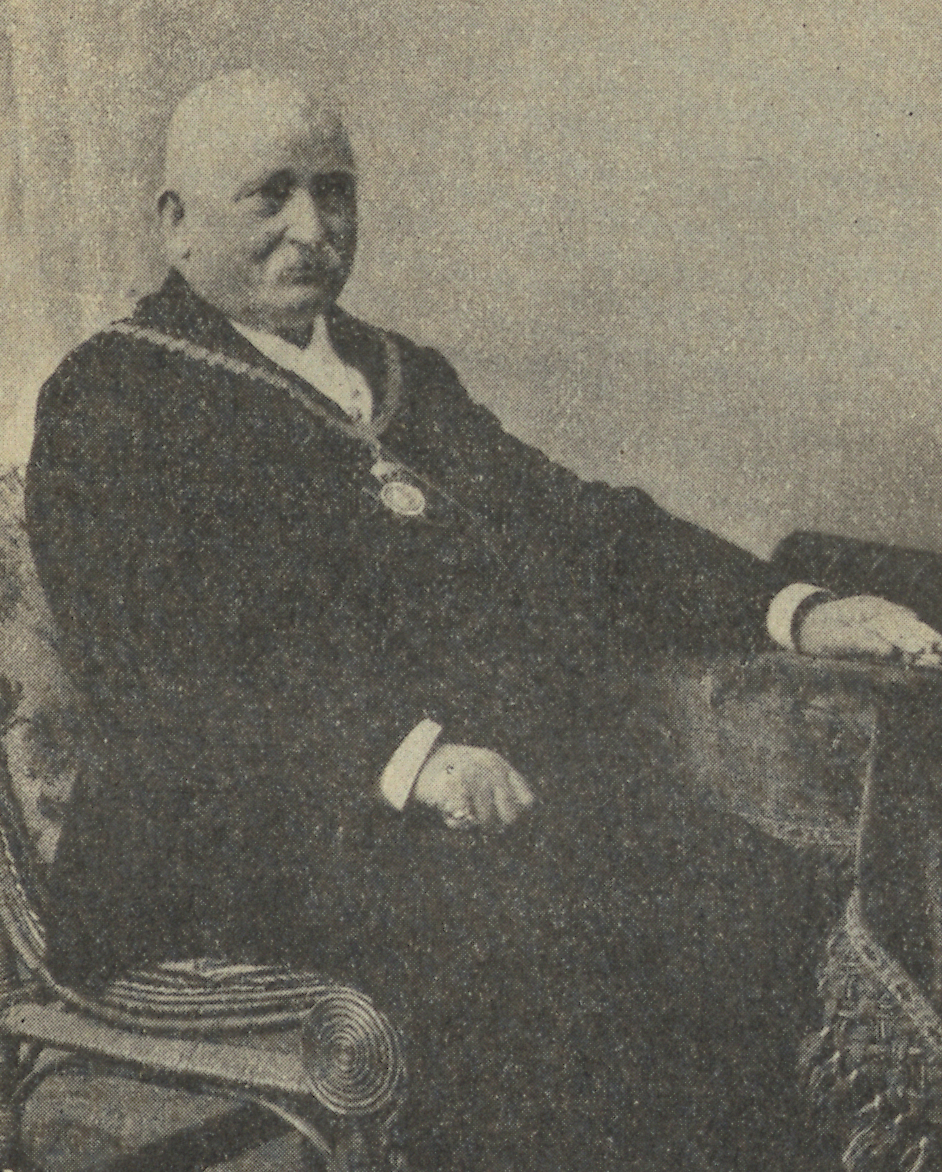
Johann Wrobel

Johann Wrobel (* 23. Oktober 1831 in Oppeln; † 19. Juni 1909 in Czernowitz) war ein österreichischer Altphilologe.

## Leben
Johann Wrobel lehrte an der Universität Lemberg. Als sie polonisiert wurde, kam er als erster Gräzist an die Franz-Josephs-Universität in Czernowitz. 1884/85 war er ihr Rektor.
Über all die Jahre war er auch Vorsitzender der Prüfungskommission für das Lehramt an Mittelschulen (= österreichischen Gymnasien) in der Bukowina. Nach seiner Emeritierung 1899 hielt er als Honorarprofessor noch Vorlesungen. Sein Nachfolger auf dem Lehrstuhl war Ernst Kalinka.
Wrobel bearbeitete mittellateinische Literatur und war Mitarbeiter am Corpus scriptorum ecclesiasticorum latinorum.